# Кубільйос-дель-Сіль
Кубільйос-дель-Сіль (ісп. Cubillos del Sil) — муніципалітет в Іспанії, у складі автономної спільноти Кастилія-і-Леон, у провінції Леон. Населення — 1771 особа (2010).
Муніципалітет розташований на відстані близько 340 км на північний захід від Мадрида, 80 км на захід від Леона.
На території муніципалітету розташовані такі населені пункти: (дані про населення за 2010 рік)
- Кабаньяс-де-ла-Дорнілья: 220 осіб
- Кубільйос-дель-Сіль: 1235 осіб
- Фінольєдо: 68 осіб
- Фреснедо: 218 осіб
- Кубільїнос: 5 осіб
- Посадіна: 25 осіб

## Демографія
Динаміка населення (INE ):